# Sayyid Muhammad Khan
Sayyid Muhammad Khan fou kan de Khiva (1856-1864), germà i successor de Sayyid Mahmud Bahadur Khan que va abdicar a causa de la seva addicció a l'opi. Quan va pujar al tron tenia 30 anys.
Va començar el regnat atacant als rebels turcmans i karakalpaks; va derrotar els segons quan anaven des de Kunia Urgendj per disputar la successió, i en la lluita el seu kan Yarlik va morir. Els karakalpaks es van sotmetre al kan de Khivà excepte una fracció de la tribu que es va sotmetre a Bukharà. Les ciutats del kanat que havien patit els atacs dels yomuds estaven devastades i mentre els uzbeks i turcmans lluitaven un contra l'altra els djamshids del Murghab saquejaven el país des de Kitsj a Fitniek i tornaven a casa amb el botí i nombrosos esclaus perses que havien alliberat. La fortalesa fronterera de Khoja Niaz o Niazbi, que recaptava taxes a les caravanes entre Bukharà i Rússia, tenia una guarnició de 100 homes i alguns canons i ara era governador Iljan, fill i successor de Khoja Niyaz Biy. Iljan va anar a Khivà el 1856 amb 40 homes i llavors els kazakhs van atacar la fortalesa i la van ocupar i després van provocar alguns incidents a la frontera russa. Mentre els kokandis van començar a reclamar el fort; ja l'havien conquerit dues vegades en els deu anys anteriors i la darrera els khivans van haver de pagar al governador d'Ak Mejid una important quantitat de bestiar per la seva evacuació; els russos ara havien conquerit el Kokand occidental i ara van decidir ocupar Khoja Niazbi, però quan hi van arribar van trobar el fort desmantellat, i com que estava construït en una zona de maresmes i terres estèrils i sense aigua, el van abandonar.
Els darrers anys de guerres van causar la fam a Khivà que es va agreujar el 1858 per una epidèmia de còlera. El 1857 el kan va enviar a Fazil Khoja, el Shaykh al-Islam del kanat, a Sant Petersburg, per anunciar el seu accés al tron i el condol per la mort de Nicolau I de Rússia i la felicitació al seu successor Alexandre I
El maig de 1851 una missió fou enviada a Khivà pel general Ignatief. Va creuar el riu Ilek i el Yemba i va arribar a la costa oest de la mar d'Aral al golf d'Aibogir. Prop del cap Uiga van rebre els enviats del kan dels karakalpaks, Istlu, del kazakh Azbergen Biy, de Murad Beg i del fill del inak dels kungrats. A mig camí de la ciutat dels Kungrat foren rebuts pel diwan Baba; el governador de la ciutat els va reenviar aviat per no pagar el seu allotjament; aquesta ciutat era l'antiga capital dels aralians i s'havia sotmès a Khiva el 1814. Després van seguir cap a Khivà; pel camí van veure els auls del karakalpaks, amb poca gent doncs molts membres d'aquest poble havien estat venuts com esclaus; els habitants de Kipchak i Khojeili havien patit la mateixa sort. A Nova Urgendj, aleshores la segona ciutat del kanat, foren rebuts pel ministre del kan Daiga i van campar fora la ciutat. Després l'expedició fou rebuda pel kan i els principals dignataris.
El 1858 es van revoltars els turcmans yomuds manats per Ata Murad i els karakalpaks, que es van aliar. Els karakalpaks van matar el seu governador Kutlugh Murad proclamant kan a Muhammad Fanah, nebot de Tureh Sufi, antic kan dels karakalpaks i aralians fins al 1814. Fanah fou acceptat pels russos i es va titular kan de Coràsmia i va emetre moneda amb el seu nom. El kan per desfer-se de dos enemics al temps, va bloquejar el canal de Loudon, privant als turcmans d'aigua i inundant les terres dels karakalpaks que des de llavors a l'estiu esdevenien maresmes just quan es necessitaven per engreixar els ramats. El kan karakalpak va morir en lluita al cap d'un any i els karakalpaks es van sotmetre a Khiva altre cop, però la població va minvar i encara que Wood estimava aquest poble en uns 50.000 persones el 1875 probablement era una sobreestimació.
El 1863 va estar a Khiva l'hongarès Ármin Vámbéry i va trobar als turcmans chaudors en oberta rebel·lió; el kushbegi i el germà del kan dirigien l'exèrcit que els combatia. La descripció del país i els fets de Vambery és notable. Fou rebut en audiència pel kan (dues vegades) pensant sempre que era un notable religiós turc.
El kan va morir el setembre de 1864 i el va succeir el seu fill Sayyid Muhammad Rahim Bahadur Khan II.